# Romeo Montague

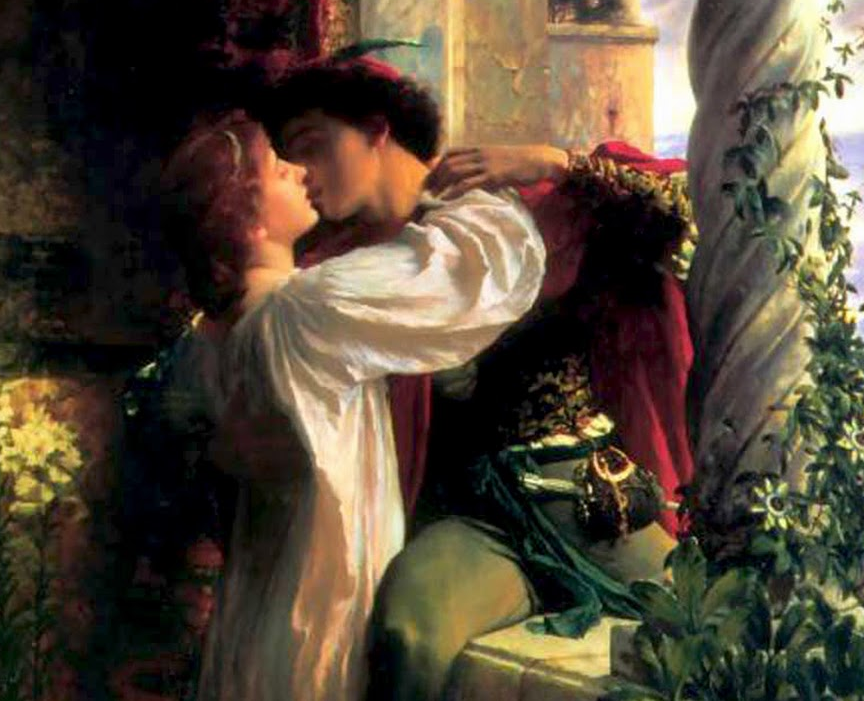
Romeo and Juliet, schilderij door Frank Dicksee, 1884.

Romeo Montague (Italiaans: Romeo Montecchi) is een van de hoofdpersonages uit de romantische liefdestragedie Romeo en Julia van William Shakespeare. Hij is de mannelijke tegenspeler van Julia, de andere protagonist. Romeo is de zoon van de heer Montague en zijn vrouw. Hij wordt in het geheim verliefd op Julia, een lid van het huis Capulet, een rivaal van het huis Montague. Gedwongen tot verbanning nadat hij Julia's neef Tybalt heeft gedood in een duel, pleegt Romeo zelfmoord als hij verneemt dat Julia dood is. Romeo is een van de belangrijkste personages in het stuk en komt bijna in elk hoofdstuk of in elke passage voor. Zijn rol van idealistische minnaar heeft ertoe geleid dat zijn naam Romeo in diverse talen en landen synoniem staat voor een gepassioneerd mannelijk minnaar.

## Oorsprong van het verhaal
Deze liefdesgeschiedenis kan teruggevoerd worden op het Oud-Griekse verhaal over Pyramus, dat verscheen in Ovidius' Metamorfosen. Nadien werd het verhaal over de noodlottige liefde door een hele reeks 16e-eeuwse Franse en Italiaanse auteurs naverteld, en nog voor Brookes versie was het al enkele malen in het Engels verschenen. Shakespeares directe bron voor zijn verhaal is Arthur Brookes Tragicall Historye of Romeus and Juliet (1562), een lang gedicht dat gebaseerd was op een Franse prozaversie uit 1559 door Pierre Boaistuau. Dit gedicht was op zijn beurt een adaptatie van een Italiaanse versie door Bandello uit 1554, die dan weer zijn mosterd haalde bij Luigi da Porto's versie uit 1525, die een verhaal navertelde van Masuccio Salernitano uit 1476.

## Rol
Romeo verschijnt al in de eerste akte van het stuk, net nadat de families Montague en Capulet een kleine vete hebben uitgevochten. Hij is dan een jonge man, onbezonnen en gemakkelijk van zijn stuk te brengen. Hij wordt door zijn vader aangemoedigd om te gaan trouwen. Hij is daarbij erg gretig omdat hij zijn oog heeft laten vallen op Rosalinde, die eigenlijk niet geïnteresseerd is vanwege haar normen betreffende kuisheid en gedrag. Zijn neef Benvolio probeert hem op te vrolijken om hem zo van zijn romantische zorgen af te leiden. Vervolgens gaan beide mannen met hun vriend Mercutio in vermomming naar een feest bij de Capulets zonder uitgenodigd te zijn. Romeo laat zich over halen om mee te gaan. Hij ontmoet op het feest Julia en wordt onmiddellijk verliefd op haar, ook al is zij de dochter van de heer en mevrouw Capulet. Echter, de liefde tussen de twee is niet te stuiten en na het feest ontmoeten de twee elkaar weer bij het balkon van Julia. Daar verklaren ze elkaar hun liefde en besluiten ze in het geheim te gaan trouwen. De dag erna trouwen de twee, maar na dit huwelijk volgt er een ontmoeting met Tybalt, die Romeo tot een duel uitdaagt. Romeo weigert waarna Mercutio zijn plaats inneemt en dit duel met de dood bekoopt. Romeo doodt op zijn beurt Tybalt. In de nasleep van het duel wordt Romeo verbannen door de prins van Verona. Tijdens zijn verbanning krijgt Romeo het nieuws te horen dat Julia dood is en gaat daarna naar haar toe om dit met eigen ogen te zien, hij ontmoet en doodt graaf Paris daarbij. Hij doodt zichzelf vervolgens vlak voordat Julia weer bijkomt.

## Vertolkingen
- Emilio Cossira speelt Romeo in de Franse stomme film Romeo & Juliet uit 1900;
- Leslie Howard speelt Romeo in de film Romeo and Juliet uit 1936;
- Laurence Harvey speelt Romeo in de film Romeo and Juliet uit 1954;
- Leonard Whiting speelt Romeo in de filmversie van Franco Zeffrilli: Romeo and Juliet uit 1968;
- Jonathan Firth speelt Romeo in Romeo & Juliet een in 1994 gemaakte filmversie van Allan Horox voor tv;
- Leonardo DiCaprio speelt Romeo in Romeo + Juliet (1996), de filmversie van Baz Luhrmann;
- James McAvoy sprak de stem van Gnomeo in voor de animatiefilm Gnomeo & Juliet.
- Douglas Booth speelt Romeo in Romeo & Juliet,een filmversie uit 2013 van Julian Fellowes.